# Гаврил Киснемски
Гаврил Петрович Киснемски (на руски: Гавриил Петрович Киснемский) е руски офицер, генерал-лейтенант. Участник в Руско-турската война (1877 – 1878).

## Биография
Гавриил Киснемский е роден на 19 март 1853 г. в Русия в семейството на потомствендворянин. Ориентира се към военното поприще. Завършва Михайловското артилерийско училище сс произвадство в първо офицерско звание подпоручик и назначение в 9-а артилерийска бригада (1877).
Участва в Руско-турската война (1877 – 1878) в състава на 5-а батарея на 9-а артилерийска бригада. Сражава се при отбраната на Шипченския проход през август 1877 г.. Отличава се в боевете със своята изобретателност. От турски барут и кабели от телеграф изработва фугасни бомби, които успешно спират турските атаки. Бие се храбро в отбраната на Шипченския проход през септември 1877 г., зимното стоене на Шипка и в битката при Шейново. Награден е с орден „Свети Станислав“ III степен с мечове и бант и орден „Свети Георги“ IV степен (1877).
Повишен е във военно звание поручик от 20 декември 1878 г. Завършва Михайловската артилерийска академия с 1-ви разряд. Повишен е във военно звание щабскапитан от 27 август 1882 г. Оберофицер при производствените опити в Главния артилерийски полигон (1883). Повишен е във военно звание капитан за отличие по служба от 30 август 1887 г. Председател на изпитателната комисия в Охтенския барутен завод (1892 – 1902). Повишен е във военно звание подполковник от 25 юли 1895 г. и полковник за отличие от 13 октомври 1898 г. Помощник на началника на Казанския барутен завод (1904). Помощник на началника и началник на Михайловско-Шостенския барутен завод (1907 – 1916). Повишен е във военно звание генерал-майор за отличие и старшинство от 6 декември 1908 г. и г-лейтенант за отличие и старшинство от 6 декември 1914 г.
Проявява като един от най-добрите специалисти в областта на барута и взривните вещества. Негова е заслугата за изработване на барута с прогресивно изгаряне, както и в разработката на барутния стабилизатор дифениламин.
Постъпва в РККА. Изпълнява длъжността постоянен член в Комитета на Главното артилерийско управление от 24 ноември 1916 до 24 март 1917 г. Преподава в Михайловската артилерийска академия. Участва в работата на създадената с декрет от 16 декември 1918 г. Комисия по особени артилерийски опити.
Автор на спомените „Шипкинский перевал“ с чертежами, които са издадени през 1880-1881 г.

## Награди
- Орден „Свети Георги“ IV степен (08.10.1877)
- Орден „Свети Станислав“ III степен с мечове и бант (1877)
- Орден „Свети Анна“ III степен (1896)
- Орден „Свети Владимир“ III степен (1911)
- Орден „Свети Станислав“ I степен (1913)
- Орден „Свети Анна“ I степен (1915)
- Орден „Бял орел“ (1917)